# Xã Neville, Quận Allegheny, Pennsylvania
Xã Neville (tiếng Anh: Neville Township) là một xã thuộc quận Allegheny, tiểu bang Pennsylvania, Hoa Kỳ. Năm 2010, dân số của xã này là 1.084 người.